# Чемпіонат світу з футболу 1982
Чемпіонат світу з футболу 1982 року — дванадцятий чемпіонат світу серед чоловічих збірних команд з футболу, що проходив  з 13 червня по 11 липня 1982 року в Іспанії.
Переможцем турніру стала збірна Італії, яка у фінальній грі на мадридському «Сантьяго Бернабеу» з рахунком 3:1 здолала команду ФРН. Перемігши на світовій першості уперше з 1938 року та загалом утретє у своїй історії, італійці наздогнали збірну Бразилії за кількістю титулів.
Перший чемпіонат світу, кількість учасників фінальної частини якого було збільшено до 24. Розширення кількості учасників дозволило дебютував на чемпіонатах світу відразу п'яти збірним — командам Алжиру, Камеруну, Гондурасу, Кувейту та Нової Зеландії. На стадії півфіналів турніру уперше в історії світових першостей відбулися післяматчеві пенальті.

## Вибір країни-господарки
Рішення про проведення світової футбольної першості 1982 року в Іспанії було прийняте на конгресі ФІФА в Лондоні ще 6 липня 1966 року. На тому ж конгресі були визначені і господарі світових першостей 1974 і 1978 років.
Представники ФРН та Іспанії домовилися про взаємну підтримку заявок на проведення чемпіонатів відповідно 1974 і 1982 років.

## Кваліфікаційний раунд і учасники

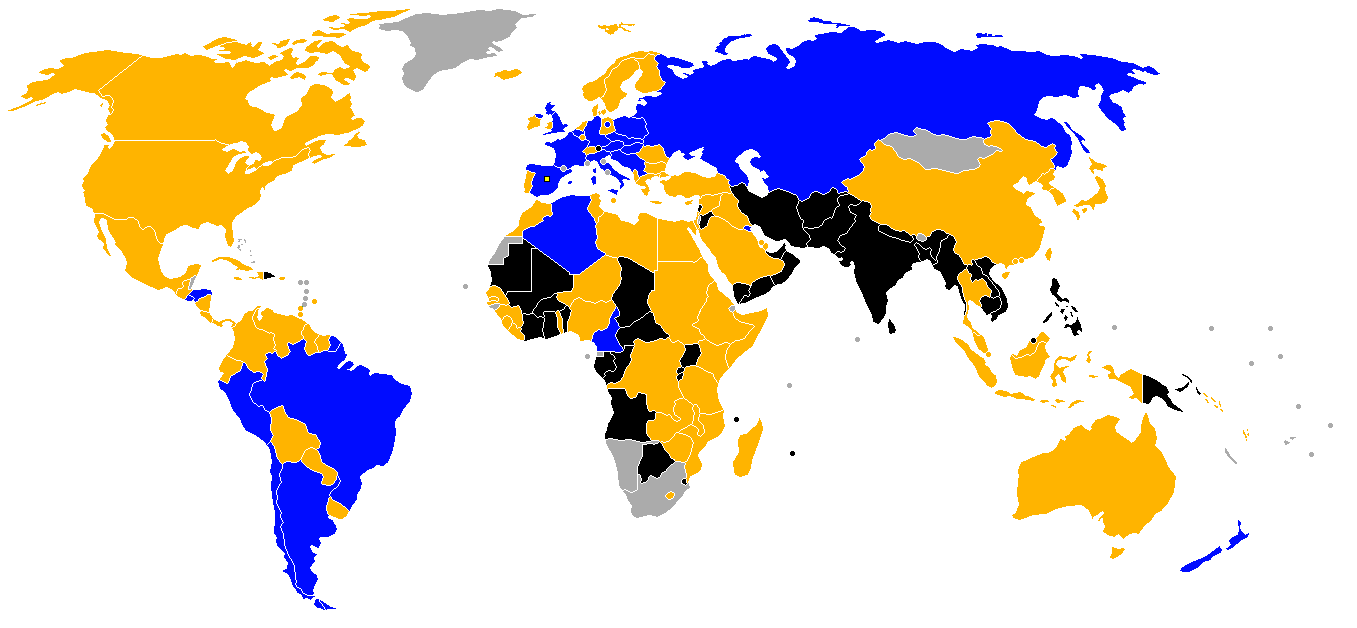
Країни, збірні яких кваліфікувалися на чемпіонат світу
Країни, чиї збірні не кваліфікувалися
Країни, чиї збірні не брали участі у відборі
Країни, що не входили до ФІФА

Збільшення кількості учасників фінальної частини чемпіонату світу 3 16 до 24 команд дозволило збільшити представництво команд з-поза Європи та Південної Америки. Зокрема на турнірі дебютували дві африканські команди (Алжир і Камерун), а також збірні Гондурасу, Кувейту і Нової Зеландії.
Водночас попри розширення кола учасників фінальної частини чемпіонату до неї не пробилися фіналісти двох попередніх світових першостей (1974 і 1978) нідерландці, а також збірна Мексики (Північну Америку представляли Гондурас і Сальвадор) та учасник трьох попередніх турнірів збірна Швеції. Шведів у відборі зокрема обійшла Північна Ірландія, яка стала учасником мундіалю вперше з 1958 року. А команди Бельгії, Чехословаччини, Сальвадору, Англії і СРСР повернулися на чемпіонат світу після 12-річної відсутності.
Підготовка до фінальної частини чемпіонату світу відбувалася на тлі Фолклендської війни, масштабного збройного конфлікту між Аргентиною та Великою Британією. ФІФА дала зрозуміти британському керівництву, що за жодних умов не зніматиме зі змагання чинних чемпіонів світу, збірну Аргентини. Тому розглядалася можливість відмови від участі відразу трьох збірних, що подолали відбір і представляли Велику Британію, — команд Англії, Північної Ірландії та Шотландії. Врешті-решт політичне керівництво країни обмежилося директивою своїм спортсменам, яка вимагала від них уникати будь-яких контактів з представниками аргентинської делегації.

### Учасники
Наступні команди кваліфікувалися для участі у фінальному турнірі:
| АФК (1) - Кувейт КАФ (2) - Алжир - Камерун ОФК (1) - Нова Зеландія | КОНКАКАФ (2) - Гондурас - Сальвадор КОНМЕБОЛ (4) - Аргентина (діючий чемпіон) - Бразилія - Перу - Чилі | УЄФА (14) - Австрія - Англія - Бельгія - Іспанія (господарі) - Італія - Угорщина - Північна Ірландія - Польща - СРСР - Франція - ФРН - Чехословаччина - Шотландія - Югославія |

## Міста та стадіони
Матчі турніру приймали 17 стадіонів у 14 містах Іспанії, що стало рекордною кількістю для фінальних частин чемпіонатів світу. Цей рекорд було перевершено лише 2002 року, коли ігри мундіалю проходили на 20 аренах двох країн.
Найбільшу кількість ігор, п'ять, включаючи один із півфінальних матчів, прийняв клубний стадіон «Барселони» Камп Ноу, що мав найбільшу серед усіх арен турніру місткість. Ще три гри прийняв стадіон Саррія, таким чином у столиці Каталонії пройшло вісім ігор турніру. Ще сім матчів відбулося на двох стадіонах у Мадриді.
Матчі більшості груп на першому груповому етапі приймали по два міста, обраних таким чином аби вболівальникам було якнайзручніше між ними переміщуватися. На другому груповому етапі матчі кожної із груп відбувалися на одному стадіоні — ігри Груп A і C проходили у Барселоні, де їх приймали відповідно стадіони Камп Ноу і Саррія, а Групи B і D змагалися у Мадриді на стадіонах Сантьяго Бернабеу і Вісенте Кальдерон.
Півфінальні матчі приймали стадіони у Барселоні та Севільї, гру за третє місце — Аліканте, а вирішальну гру турніру було проведено на столичному Сантьяго Бернабеу.
| Барселона          | Барселона | Мадрид | Мадрид               |
| ------------------ | --- | --- | -------------------- |
| Камп Ноу           | Саррія | Сантьяго Бернабеу                                                                                                | Вісенте Кальдерон    |
| Місткість: 121,401 | Місткість: 40,400                                                                                                | Місткість: 90,089                                                                                                | Місткість: 65,695    |
|                    | | |                      |
| Ельче              | Ла-Корунья Аліканте Барселона Більбао Ельче Хіхон Мадрид Малага Ов'єдо Севілья Валенсія Вальядолід Віго Сарагоса | Ла-Корунья Аліканте Барселона Більбао Ельче Хіхон Мадрид Малага Ов'єдо Севілья Валенсія Вальядолід Віго Сарагоса | Севілья              |
| Нуево Естадіо      | Ла-Корунья Аліканте Барселона Більбао Ельче Хіхон Мадрид Малага Ов'єдо Севілья Валенсія Вальядолід Віго Сарагоса | Ла-Корунья Аліканте Барселона Більбао Ельче Хіхон Мадрид Малага Ов'єдо Севілья Валенсія Вальядолід Віго Сарагоса | Рамон Санчес Пісхуан |
| Місткість: 53,290  | Ла-Корунья Аліканте Барселона Більбао Ельче Хіхон Мадрид Малага Ов'єдо Севілья Валенсія Вальядолід Віго Сарагоса | Ла-Корунья Аліканте Барселона Більбао Ельче Хіхон Мадрид Малага Ов'єдо Севілья Валенсія Вальядолід Віго Сарагоса | Місткість: 68,110    |
|                    | Ла-Корунья Аліканте Барселона Більбао Ельче Хіхон Мадрид Малага Ов'єдо Севілья Валенсія Вальядолід Віго Сарагоса | Ла-Корунья Аліканте Барселона Більбао Ельче Хіхон Мадрид Малага Ов'єдо Севілья Валенсія Вальядолід Віго Сарагоса |                      |
| Севілья            | Ла-Корунья Аліканте Барселона Більбао Ельче Хіхон Мадрид Малага Ов'єдо Севілья Валенсія Вальядолід Віго Сарагоса | Ла-Корунья Аліканте Барселона Більбао Ельче Хіхон Мадрид Малага Ов'єдо Севілья Валенсія Вальядолід Віго Сарагоса | Сарагоса             |
| Беніто Вільямарін  | Ла-Корунья Аліканте Барселона Більбао Ельче Хіхон Мадрид Малага Ов'єдо Севілья Валенсія Вальядолід Віго Сарагоса | Ла-Корунья Аліканте Барселона Більбао Ельче Хіхон Мадрид Малага Ов'єдо Севілья Валенсія Вальядолід Віго Сарагоса | Ромареда             |
| Місткість: 50,253  | Ла-Корунья Аліканте Барселона Більбао Ельче Хіхон Мадрид Малага Ов'єдо Севілья Валенсія Вальядолід Віго Сарагоса | Ла-Корунья Аліканте Барселона Більбао Ельче Хіхон Мадрид Малага Ов'єдо Севілья Валенсія Вальядолід Віго Сарагоса | Місткість: 41,806    |
|                    | Ла-Корунья Аліканте Барселона Більбао Ельче Хіхон Мадрид Малага Ов'єдо Севілья Валенсія Вальядолід Віго Сарагоса | Ла-Корунья Аліканте Барселона Більбао Ельче Хіхон Мадрид Малага Ов'єдо Севілья Валенсія Вальядолід Віго Сарагоса |                      |
| Валенсія           | Більбао | Хіхон | Малага               |
| Луїс Касанова      | Сан-Мамес | Ель-Молінон | Ла Росаледа          |
| Місткість: 49,562  | Місткість: 46,223                                                                                                | Місткість: 45,153                                                                                                | Місткість: 45,000    |
|                    | | |                      |
| Ла-Корунья         | Віго | Аліканте | Вальядолід           |
| Ріасор             | Балаїдос | Хосе Ріко Перес                                                                                                  | Хосе Соррилья        |
| Місткість: 34,190  | Місткість: 33,000                                                                                                | Місткість: 32,500                                                                                                | Місткість: 30,043    |
|                    | | |                      |
| Ов'єдо             | | |                      |
| Карлос Тартьєре    | | |                      |
| Місткість: 23,500  | | |                      |
|                    | | |                      |

## Арбітри матчів
| АФК - Ібрагім Юссеф Аль-Дой - Томсон Чан - Абрахам Кляйн КАФ - Бенджамін Двомо - Юсеф Ель-Гуль - Белаїд Лакарн КОНКАКАФ - Ромуло Мендес - Девід Соча - Луїс Пауліно Сілес - Маріо Рубіо Васкес | КОНМЕБОЛ - Хільберто Арістісабаль - Луїс Барранкос - Хуан Даніель Кардельїно - Арналдо Сезар Коельйо - Гастон Кастро - Артуро Ітурральде - Енріке Лабо Реворедо - Ектор Ортіс УЄФА - Паоло Казарін - Войтех Христов - Чарльз Корвер - Богдан Дочев - Вальтер Ешвайлер - Ерік Фредрікссон - Бруно Галлер | - Антоніу Гарріду - Алойзи Яргуз - Аугусто Ламо Кастільйо - Геннінг Лунд-Соренсен - Дамір Матовинович - Малкольм Моффат - Карой Палотаї - Алексіс Понне - Адольф Прокоп - Ніколае Райня - Мирослав Ступар - Мішель Вотро - Боб Валентайн - Клайв Вайт - Франц Верер ОФК - Тоні Бошкович |

## Склади команд
Усі збірні скористалися правом заявити на турнір по 22 гравці, включаючи трьох воротарів.

## Формат
Уперше в історії чемпіонатів світу кількість учасників фінальної частини світової першості було збільшено до 24 команд, що вимагало змін у форматі змагання. Аналогічно до попереднього чемпіонату світу турнір складався із двох групових етапів та стадії плей-оф. На першому груповому етапі команди розділялися на шість груп по чотири у кожній і проводили з усіма суперниками по групі по одній грі. До другого групового етапу виходили збірні, які посіли перші і другі місця на першому груповому етапі.
На другому груповому етапі 12 команд-учасниць розбивалися на три групи по чотири команди у кожній і проводили кругові змагання в рамках кожной групи. Переможці груп виходили до раунду плей-оф, який починався зі стадії півфіналів. На цій стадії на випадок, якщо основний і додатковий час матчу завершувався унічию, передбачалися введені чотирма роками раніше серії пенальті для визначення переможця. Оскільки на ЧС-1978 вони так і не відбулися, то їх застосування на ЧС-1982 стало першим в історії чемпіонатів світу.

## Жеребкування
24 команди-учасниці були розподілені між чотирма кошиками для жеребкування першого групового етапу світової першості. Для кожної із шести груп було визначено сіяну команду, серед яких були господарі турніру іспанці, діючі чемпіони світу аргентинці та ще чотири найсильніші на думку ФІФА команди. Розподіл між рештою кошиків відбувався з урахуванням географічного фактору та оцінки сили команд. Зокрема Кошик C склали представники Азії, Африки, Центарльної Америки та Океанії, а в Кошику A опинилися усі представники Східної Європи.
| Сіяні команди                                                                         | Кошик A                                                           | Кошик B                                                           | Кошик C                                                           |
| ------------------------------------------------------------------------------------- | ----------------------------------------------------------------- | ----------------------------------------------------------------- | ----------------------------------------------------------------- |
| - Іспанія (господарі) - Аргентина (діючі чемпіони) - Бразилія - Англія - Італія - ФРН | - Австрія - Чехословаччина - Угорщина - Польща - СРСР - Югославія | - Бельгія - Франція - Північна Ірландія - Шотландія - Чилі - Перу | - Алжир - Камерун - Кувейт - Сальвадор - Гондурас - Нова Зеландія |

Жеребкування першого групового етапу чемпіонату світу відбулося 16 січня 1982 року в Мадриді.

## Груповий етап

### Група 1
| Поз | Команда | І | В | Н | П | ГЗ | ГП | РГ | О | Кваліфікація                      |
| --- | ------- | - | - | - | - | -- | -- | -- | - | --------------------------------- |
| 1   | Польща  | 3 | 1 | 2 | 0 | 5  | 1  | +4 | 4 | Вихід до другого групового раунду |
| 2   | Італія  | 3 | 0 | 3 | 0 | 2  | 2  | 0  | 3 | Вихід до другого групового раунду |
| 3   | Камерун | 3 | 0 | 3 | 0 | 1  | 1  | 0  | 3 |                                   |
| 4   | Перу    | 3 | 0 | 2 | 1 | 2  | 6  | −4 | 2 |                                   |

| 14 червня 1982 |     |         |                    |
| Італія         | 0–0 | Польща  | Балаїдос, Віго     |
| 15 червня 1982 |     |         |                    |
| Перу           | 0–0 | Камерун | Ріасор, Ла-Корунья |
| 18 червня 1982 |     |         |                    |
| Італія         | 1–1 | Перу    | Балаїдос, Віго     |
| 19 червня 1982 |     |         |                    |
| Польща         | 0–0 | Камерун | Ріасор, Ла-Корунья |
| 22 червня 1982 |     |         |                    |
| Польща         | 5–1 | Перу    | Ріасор, Ла-Корунья |
| 23 червня 1982 |     |         |                    |
| Італія         | 1–1 | Камерун | Балаїдос, Віго     |

### Група 2
| Поз | Команда | І | В | Н | П | ГЗ | ГП | РГ | О | Кваліфікація                      |
| --- | ------- | - | - | - | - | -- | -- | -- | - | --------------------------------- |
| 1   | ФРН     | 3 | 2 | 0 | 1 | 6  | 3  | +3 | 4 | Вихід до другого групового раунду |
| 2   | Австрія | 3 | 2 | 0 | 1 | 3  | 1  | +2 | 4 | Вихід до другого групового раунду |
| 3   | Алжир   | 3 | 2 | 0 | 1 | 5  | 5  | 0  | 4 |                                   |
| 4   | Чилі    | 3 | 0 | 0 | 3 | 3  | 8  | −5 | 0 |                                   |

| 16 червня 1982 |     |         |                         |
| ФРН            | 1–2 | Алжир   | Ель-Молінон, Хіхон      |
| 17 червня 1982 |     |         |                         |
| Чилі           | 0–1 | Австрія | Карлос Тартьєре, Ов'єдо |
| 20 червня 1982 |     |         |                         |
| ФРН            | 4–1 | Чилі    | Ель-Молінон, Хіхон      |
| 21 червня 1982 |     |         |                         |
| Алжир          | 0–2 | Австрія | Карлос Тартьєре, Ов'єдо |
| 24 червня 1982 |     |         |                         |
| Алжир          | 3–2 | Чилі    | Карлос Тартьєре, Ов'єдо |
| 25 червня 1982 |     |         |                         |
| ФРН            | 1–0 | Австрія | Ель-Молінон, Хіхон      |

### Група 3
| Поз | Команда   | І | В | Н | П | ГЗ | ГП | РГ  | О | Кваліфікація                      |
| --- | --------- | - | - | - | - | -- | -- | --- | - | --------------------------------- |
| 1   | Бельгія   | 3 | 2 | 1 | 0 | 3  | 1  | +2  | 5 | Вихід до другого групового раунду |
| 2   | Аргентина | 3 | 2 | 0 | 1 | 6  | 2  | +4  | 4 | Вихід до другого групового раунду |
| 3   | Угорщина  | 3 | 1 | 1 | 1 | 12 | 6  | +6  | 3 |                                   |
| 4   | Сальвадор | 3 | 0 | 0 | 3 | 1  | 13 | −12 | 0 |                                   |

| 13 червня 1982 |      |           |                           |
| Аргентина      | 0–1  | Бельгія   | Камп Ноу, Барселона       |
| 15 червня 1982 |      |           |                           |
| Угорщина       | 10–1 | Сальвадор | Нуево Естадіо, Ельче      |
| 18 червня 1982 |      |           |                           |
| Аргентина      | 4–1  | Угорщина  | Хосе Ріко Перес, Аліканте |
| 19 червня 1982 |      |           |                           |
| Бельгія        | 1–0  | Сальвадор | Нуево Естадіо, Ельче      |
| 22 червня 1982 |      |           |                           |
| Бельгія        | 1–1  | Угорщина  | Нуево Естадіо, Ельче      |
| 23 червня 1982 |      |           |                           |
| Аргентина      | 2–0  | Сальвадор | Хосе Ріко Перес, Аліканте |

### Група 4
| Поз | Команда        | І | В | Н | П | ГЗ | ГП | РГ | О | Кваліфікація                      |
| --- | -------------- | - | - | - | - | -- | -- | -- | - | --------------------------------- |
| 1   | Англія         | 3 | 3 | 0 | 0 | 6  | 1  | +5 | 6 | Вихід до другого групового раунду |
| 2   | Франція        | 3 | 1 | 1 | 1 | 6  | 5  | +1 | 3 | Вихід до другого групового раунду |
| 3   | Чехословаччина | 3 | 0 | 2 | 1 | 2  | 4  | −2 | 2 |                                   |
| 4   | Кувейт         | 3 | 0 | 1 | 2 | 2  | 6  | −4 | 1 |                                   |

| 16 червня 1982 |     |                |                           |
| Англія         | 3–1 | Франція        | Сан-Мамес, Більбао        |
| 17 червня 1982 |     |                |                           |
| Чехословаччина | 1–1 | Кувейт         | Хосе Соррилья, Вальядолід |
| 20 червня 1982 |     |                |                           |
| Англія         | 2–0 | Чехословаччина | Сан-Мамес, Більбао        |
| 21 червня 1982 |     |                |                           |
| Франція        | 4–1 | Кувейт         | Хосе Соррилья, Вальядолід |
| 24 червня 1982 |     |                |                           |
| Франція        | 1–1 | Чехословаччина | Хосе Соррилья, Вальядолід |
| 25 червня 1982 |     |                |                           |
| Англія         | 1–0 | Кувейт         | Сан-Мамес, Більбао        |

### Група 5
| Поз | Команда           | І | В | Н | П | ГЗ | ГП | РГ | О | Кваліфікація                      |
| --- | ----------------- | - | - | - | - | -- | -- | -- | - | --------------------------------- |
| 1   | Північна Ірландія | 3 | 1 | 2 | 0 | 2  | 1  | +1 | 4 | Вихід до другого групового раунду |
| 2   | Іспанія (H)       | 3 | 1 | 1 | 1 | 3  | 3  | 0  | 3 | Вихід до другого групового раунду |
| 3   | Югославія         | 3 | 1 | 1 | 1 | 2  | 2  | 0  | 3 |                                   |
| 4   | Гондурас          | 3 | 0 | 2 | 1 | 2  | 3  | −1 | 2 |                                   |

| 16 червня 1982 |     |                   |                         |
| Іспанія        | 1–1 | Гондурас          | Луїс Касанова, Валенсія |
| 17 червня 1982 |     |                   |                         |
| Югославія      | 0–0 | Північна Ірландія | Ромареда, Сарагоса      |
| 20 червня 1982 |     |                   |                         |
| Іспанія        | 2–1 | Югославія         | Луїс Касанова, Валенсія |
| 21 червня 1982 |     |                   |                         |
| Гондурас       | 1–1 | Північна Ірландія | Ромареда, Сарагоса      |
| 24 червня 1982 |     |                   |                         |
| Гондурас       | 0–1 | Югославія         | Ромареда, Сарагоса      |
| 25 червня 1982 |     |                   |                         |
| Іспанія        | 0–1 | Північна Ірландія | Луїс Касанова, Валенсія |

### Група 6
| Поз | Команда       | І | В | Н | П | ГЗ | ГП | РГ  | О | Кваліфікація                      |
| --- | ------------- | - | - | - | - | -- | -- | --- | - | --------------------------------- |
| 1   | Бразилія      | 3 | 3 | 0 | 0 | 10 | 2  | +8  | 6 | Вихід до другого групового раунду |
| 2   | СРСР          | 3 | 1 | 1 | 1 | 6  | 4  | +2  | 3 | Вихід до другого групового раунду |
| 3   | Шотландія     | 3 | 1 | 1 | 1 | 8  | 8  | 0   | 3 |                                   |
| 4   | Нова Зеландія | 3 | 0 | 0 | 3 | 2  | 12 | −10 | 0 |                                   |

| 14 червня 1982 |     |               |                                    |
| Бразилія       | 2–1 | СРСР          | Рамон Санчес Пісхуан, Севілья      |
| 15 червня 1982 |     |               |                                    |
| Шотландія      | 5–2 | Нова Зеландія | Ла Росаледа, Малага                |
| 18 червня 1982 |     |               |                                    |
| Бразилія       | 4–1 | Шотландія     | Естадіо Беніто Вільямарін, Севілья |
| 19 червня 1982 |     |               |                                    |
| СРСР           | 3–0 | Нова Зеландія | Ла Росаледа, Малага                |
| 22 червня 1982 |     |               |                                    |
| СРСР           | 2–2 | Шотландія     | Ла Росаледа, Малага                |
| 23 червня 1982 |     |               |                                    |
| Бразилія       | 4–0 | Нова Зеландія | Естадіо Беніто Вільямарін, Севілья |

## Другий етап

### Група A
| Поз | Команда | І | В | Н | П | ГЗ | ГП | РГ | О | Кваліфікація     |
| --- | ------- | - | - | - | - | -- | -- | -- | - | ---------------- |
| 1   | Польща  | 2 | 1 | 1 | 0 | 3  | 0  | +3 | 3 | Вихід до плей-оф |
| 2   | СРСР    | 2 | 1 | 1 | 0 | 1  | 0  | +1 | 3 |                  |
| 3   | Бельгія | 2 | 0 | 0 | 2 | 0  | 4  | −4 | 0 |                  |

| 28 червня 1982 |     |         |                     |
| Польща         | 3–0 | Бельгія | Камп Ноу, Барселона |
| 1 липня 1982   |     |         |                     |
| Бельгія        | 0–1 | СРСР    | Камп Ноу, Барселона |
| 4 липня 1982   |     |         |                     |
| СРСР           | 0–0 | Польща  | Камп Ноу, Барселона |

### Група B
| Поз | Команда     | І | В | Н | П | ГЗ | ГП | РГ | О | Кваліфікація     |
| --- | ----------- | - | - | - | - | -- | -- | -- | - | ---------------- |
| 1   | ФРН         | 2 | 1 | 1 | 0 | 2  | 1  | +1 | 3 | Вихід до плей-оф |
| 2   | Англія      | 2 | 0 | 2 | 0 | 0  | 0  | 0  | 2 |                  |
| 3   | Іспанія (H) | 2 | 0 | 1 | 1 | 1  | 2  | −1 | 1 |                  |

| 29 червня 1982 |     |         |                           |
| ФРН            | 0–0 | Англія  | Сантьяго Бернабеу, Мадрид |
| 2 липня 1982   |     |         |                           |
| ФРН            | 2–1 | Іспанія | Сантьяго Бернабеу, Мадрид |
| 5 липня 1982   |     |         |                           |
| Іспанія        | 0–0 | Англія  | Сантьяго Бернабеу, Мадрид |

### Група C
| Поз | Команда   | І | В | Н | П | ГЗ | ГП | РГ | О | Кваліфікація     |
| --- | --------- | - | - | - | - | -- | -- | -- | - | ---------------- |
| 1   | Італія    | 2 | 2 | 0 | 0 | 5  | 3  | +2 | 4 | Вихід до плей-оф |
| 2   | Бразилія  | 2 | 1 | 0 | 1 | 5  | 4  | +1 | 2 |                  |
| 3   | Аргентина | 2 | 0 | 0 | 2 | 2  | 5  | −3 | 0 |                  |

| 29 червня 1982 |     |           |                   |
| Італія         | 2–1 | Аргентина | Саррія, Барселона |
| 2 липня 1982   |     |           |                   |
| Аргентина      | 1–3 | Бразилія  | Саррія, Барселона |
| 5 липня 1982   |     |           |                   |
| Італія         | 3–2 | Бразилія  | Саррія, Барселона |

### Група D
| Поз | Команда           | І | В | Н | П | ГЗ | ГП | РГ | О | Кваліфікація     |
| --- | ----------------- | - | - | - | - | -- | -- | -- | - | ---------------- |
| 1   | Франція           | 2 | 2 | 0 | 0 | 5  | 1  | +4 | 4 | Вихід до плей-оф |
| 2   | Австрія           | 2 | 0 | 1 | 1 | 2  | 3  | −1 | 1 |                  |
| 3   | Північна Ірландія | 2 | 0 | 1 | 1 | 3  | 6  | −3 | 1 |                  |

| 28 червня 1982 |     |                   |                           |
| Австрія        | 0–1 | Франція           | Вісенте Кальдерон, Мадрид |
| 1 липня 1982   |     |                   |                           |
| Австрія        | 2–2 | Північна Ірландія | Вісенте Кальдерон, Мадрид |
| 4 липня 1982   |     |                   |                           |
| Франція        | 4–1 | Північна Ірландія | Вісенте Кальдерон, Мадрид |

## Плей-оф
|  | Півфінали                      | Півфінали                   |   |                     | Фінал                        | Фінал |  |
|  |                                |                             |   |                     |                              |       |  |
|  | 8 липня – Барселона (Камп Ноу) |                             |   |                     |                              |       |  |
|  | Польща                         | 0                           |   |                     |                              |       |  |
|  | Італія                         | 2                           |   |                     |                              |       |  |
|  |                                |                             |   |                     |                              |       |  |
|  |                                |                             |   |                     | 11 липня – Мадрид (Бернабеу) |       |  |
|  |                                |                             |   |                     | Італія                       | 3     |  |
|  |                                | ФРН                         | 1 |                     |                              |       |  |
|  |                                |                             |   |                     |                              |       |  |
|  |                                |                             |   |                     |                              |       |  |
|  |                                |                             |   |                     | Матч за третє місце          |       |  |
|  | 8 липня – Севілья (Пісхуан)    | 8 липня – Севілья (Пісхуан) |   | 10 липня – Аліканте | 10 липня – Аліканте          |       |  |
|  | ФРН (п.п.)                     | 3 (5)                       |   | Польща              | 3                            |       |  |
|  | Франція                        | 3 (4)                       |   |                     | Франція                      | 2     |  |

### Півфінали
| 8 липня 1982 17:15 CEST |

| Польща | 0–2      | Італія         |
| ------ | -------- | -------------- |
|        | Протокол | Россі 22', 73' |

| Камп Ноу, Барселона Глядачів: 50,000 Арбітр: Хуан Даніель Кардельїно (Уругвай) |

| 8 липня 1982 21:00 CEST |

| ФРН                                                           | 3–3      | Франція                                          |
| ------------------------------------------------------------- | -------- | ------------------------------------------------ |
| Літтбарскі 17' Румменігге 102' Фішер 108'                     | Протокол | Платіні 26' (пен.) Трезор 92' Жиресс 98'         |
|                                                               | Пенальті |                                                  |
| Кальц · Брайтнер · Штіліке · Літтбарскі · Румменігге · Грубеш | 5–4      | Жиресс · Аморос · Рошто · Сікс · Платіні · Боссі |

| Рамон Санчес Пісхуан, Севілья Глядачів: 70,000 Арбітр: Чарльз Корвер (Нідерланди) |

### Матч за третє місце
| 10 липня 1982 20:00 CEST |

| Польща                                | 3–2      | Франція               |
| ------------------------------------- | -------- | --------------------- |
| Шармах 40' Маєвський 44' Купцевич 46' | Протокол | Жирар 13' Курьоль 72' |

| Хосе Ріко Перес, Аліканте Глядачів: 28,000 |

### Фінал
| 11 липня 1982 20:00 CEST |

| Італія                                | 3–1      | ФРН          |
| ------------------------------------- | -------- | ------------ |
| Россі 57' Тарделлі 69' Альтобеллі 81' | Протокол | Брайтнер 83' |

| Сантьяго Бернабеу, Мадрид Глядачів: 90,000 Арбітр: Арналдо Сезар Коельйо (Бразилія) |

## Бомбардири
6 м'ячів
- Паоло Россі

| 5 м'ячів - Карл-Гайнц Румменігге | 4 м'ячі - Зіко - Збігнев Бонек | 3 м'ячі - Роберто Фалькао - Ален Жиресс - Ласло Кішш - Джеррі Армстронг |

2 м'ячі
| - Салах Ассад - Даніель Бертоні - Дієго Марадона - Данієль Пассарелла - Вальтер Шахнер - Едер - Сержіньйо - Сократес | - Антонін Паненка - Тревор Френсіс - Браян Робсон - Бернар Женгіні - Мішель Платіні - Домінік Рошто - Дідьє Сікс - Ласло Фазекаш | - Тібор Нілаші - Габор Пелешкеї - Марко Тарделлі - Біллі Гемільтон - Джон Ворк - Клаус Фішер - П'єр Літтбарскі |

1 м'яч
| - Лахдар Беллумі - Тедж Бенсхаула - Рабах Маджер - Освальдо Арділес - Рамон Діас - Рейнгольд Гінтермаєр - Ганс Кранкль - Бруно Пеццай - Людо Кук - Александр Чернятинскі - Ервін Ванденберг - Жуніор - Оскар - Грегуар М'Біда - Хуан Карлос Летельєр - Густаво Москосо - Мігель Анхель Нейра - Луїс Рамірес Сапата - Пол Марінер - Максим Боссі - Ален Курьоль - Рене Жирар - Жерар Солер | - Маріус Трезор - Едуардо Лайнг - Ектор Селая - Лазар Сентеш - Йожеф Тот - Йожеф Варга - Алессандро Альтобеллі - Антоніо Кабріні - Бруно Конті - Франческо Граціані - Абдулла Аль-Булуші - Файсаль Аль-Дахіль - Стів Самнер - Стів Вуддін - Рубен Торібіо Діас - Гільєрмо Ла Роса - Анджей Бунцоль - Влодзімеж Ціолек - Януш Купцевич - Гжегож Лято - Стефан Маєвський - Влодзімеж Смолярек - Анджей Шармах | - Стів Арчибальд - Кенні Далгліш - Джо Джордан - Девід Нейрі - Джон Робертсон - Грем Сунес - Андрій Баль - Сергій Балтача - Олег Блохін - Олександр Чивадзе - Юрій Гаврилов - Хорен Оганесян - Рамаз Шенгелія - Хуаніто - Роберто Лопес Уфарте - Енріке Саура - Хесус Марія Самора - Пауль Брайтнер - Горст Грубеш - Уве Райндерс - Іван Гудель - Владимир Петрович |